# Gryon parkeri
Gryon parkeri är en stekelart som först beskrevs av Fouts 1920.  Gryon parkeri ingår i släktet Gryon och familjen Scelionidae. Inga underarter finns listade i Catalogue of Life.